# 胡憲 (1954年)
胡宪（1954年6月—），男，江西高安人，中华人民共和国政治人物。江西大学哲学系哲学专业毕业，大学学历，哲学学士。

## 生平
1973年11月参加工作。1978年4月加入中国共产党。早年为江西省永修县虬津公社插队知青，民办教师；后进入江西大学哲学系哲学专业学习。毕业后分配到江西省人民政府办公厅，历任综合处、第二秘书处秘书；工交处副处长、处长。1993年8月，任江西省人民政府办公厅副主任。1995年5月，兼任江西省人民政府副秘书长。1998年2月，兼任江西省省人民政府发展研究中心主任。
2001年12月，任中共鹰潭市委副书记、市政府代市长，次月正式任市长。2006年11月，任中共南昌市委副书记、南昌市人民政府代市长，次月正式擔任南昌市市长。2008年起担任第十一届全国人民代表大会江西地区代表。2010年3月，调任江西省国土资源厅党组书记、厅长。2013年1月，任江西省人大内司委主任委员。